# Davor Škrlec
Davor Škrlec (ur. 1 stycznia 1963 w Vinkovci) – chorwacki inżynier, wykładowca akademicki i polityk, deputowany do Parlamentu Europejskiego VIII kadencji.

## Życiorys
W 1986 ukończył studia na wydziale inżynierii elektrycznej Uniwersytetu w Zagrzebiu, w następnym roku rozpoczął pracę na tej uczelni w zakładzie systemów mocy. Na macierzystym uniwersytecie uzyskiwał kolejne stopnie akademickie, w tym w 1996 obronił doktorat. W 2007 uzyskał akademicki tytuł profesorski, pozostając nauczycielem akademickim w zakładzie systemów mocy na wydziale elektrotechniki i informatyki Uniwersytetu w Zagrzebiu. W pracy naukowej zajął się zagadnieniami z zakresu systemów informacji geograficznej, planowania i eksploatacji sieci elektroenergetycznych, odnawialnych źródeł energii. Uzyskał członkostwo w różnych organizacjach branżowych i naukowych, m.in. w chorwackiej sekcji IEEE.
W 2014 wystartował w wyborach europejskich z listy Chorwackiego Zrównoważonego Rozwoju (ORaH). Mandat eurodeputowanego uzyskał, gdy przewodnicząca tej partii, Mirela Holy, zrezygnowała z jego objęcia.